# Lascahobas (arrondissement)
Lascahobas (Haïtiaans-Creools: Laskawobas) is een arrondissement van het Haïtiaanse departement Centre, met 169.000 inwoners. De postcodes van dit arrondissement beginnen met het getal 53.
Het arrondissement Lascahobas bestaat uit de volgende gemeenten:
- Lascahobas (hoofdplaats van het arrondissement)
- Belladère
- Savanette